# Cynthia takesakiana
Cynthia takesakiana är en fjärilsart som beskrevs av Kato 1925. Cynthia takesakiana ingår i släktet Cynthia och familjen praktfjärilar. Inga underarter finns listade i Catalogue of Life.